# エドワード・グリーソン・スポールディング
エドワード・グリーソン・スポールディング（Edward Gleason Spaulding, 1873年8月6日 - 1940年1月31日）は、アメリカ合衆国バーモント州バーリントン出身の哲学者。
新実在論の提唱者の一人であり、『The New Realism』を共著している。

## 著作
- The New Rationalism. The development of a constructive realism upon the basis of modern logic and science, and through criticism of opposed systems. New York: Henry Holt 1918
- A World of Chance. New York: Macmillan 1936